# No. 10, Upping St.
No. 10, Upping St. è il secondo album dei Big Audio Dynamite, gruppo guidato dall'ex membro dei Clash Mick Jones. L'album, che uscì nell'ottobre 1986, è molto noto per essere stato co-prodotto con Joe Strummer.

## Tracce
1. C'mon Every Beatbox (Jones/Don Letts) – 5:26
2. Beyond the Pale (Strummer/Jones) – 4:41
3. Limbo the Law (Strummer/Jones/Donovan) – 4:44
4. Sambadrome (Jones/Don Letts) – 4:48
5. V. Thirteen (Strummer/Jones) – 4:54
6. Ticket (Strummer/Jones/Lets/Roberts) – 3:28
7. Hollywood Boulevard (Jones/Don Letts) – 4:29
8. Dial a Hitman (Jones/Don Letts) – 5:04
9. Sightsee M.C.! (Strummer/Jones) – 4:55
10. Ice Cool Killer* (Strummer/Jones/Donovan) - 5:33
11. The Big V* (Strummer/Jones/Donovan) - 4:48
12. Badrock City** (Jones/Don Letts) - 7:00

*: bonus tracks presenti nell'edizione inglese/statunitense del CD.
**: bonus track presente solo nell'edizione statunitense del CD.
- Dial a Hitman campiona alcune frasi di Matt Dillon e Laurence Fishburne.
- Sambadrome campiona alcune frasi pronunciate dal commentatore di calcio Osmar Santos.
- Ice Cool Killer, Badrock City e The Big V sono versioni strumentali di Limbo the Law, C'mon Every Beatbox e V. Thirteen.

## Formazione
- Mick Jones - voce, chitarra, produttore
- Don Letts - effetti sonori, voce
- Dan Donovan - tastiere, fotografie
- Leo Williams - basso, voce
- Greg Roberts - batteria, voce